# 窦恭
窦恭（？—？），胡姓纥豆陵氏，扶风郡平陵县（今陕西省咸阳市秦都区）人，祖籍河南郡洛阳县（今河南省洛阳市东），北周官员。

## 生平
窦恭在兄弟十四人中与弟弟窦威最为有名，官至大将军，封武当公。建德五年十月，周武帝宇文邕在大德殿谋划讨伐北齐，窦炽当时已经年迈衰老，握住手腕说：“臣虽年老，请求手执戈和盾，作为先锋出发。能够看到消灭敌人，平定天下，查看地方风俗，登上山岳，祭告成功，然后魂归黄泉，也就不再有遗憾。”周武帝赞许窦炽的志向气节，于是任命窦恭为左路第二军总管。十月己酉（576年11月10日），周武帝讨伐北齐，窦恭作为左路第二军总管跟随，后率领车骑大将军杨文思进攻晋州。北齐平定后窦恭进位柱国，封酂国公，之后出任雍州牧、南兖州等八州诸军事、兖州总管，又转任亳州刺史。当时有观察云气预测凶吉的术士说亳州有天子之气，窦恭因为犯罪被赐令自杀，杨坚代为亳州刺史。

## 家庭

### 父亲
- 窦炽，隋朝上柱国、太傅、邓恭公

### 兄弟姐妹
- 窦茂，隋朝邓国公
- 窦览，隋朝开府、汶州总管、建安公
- 窦深，隋朝开府仪同三司、蔚州刺史、绥安县开国公
- 窦嶷，隋朝使持节、蔡州诸军事、蔡州刺史、上柱国、广武郡公
- 窦谊
- 窦威，唐朝内史令、延安靖公
- 纥豆陵含生，嫁北周赵国公宇文招

### 子女
- 窦轨，唐朝洛州都督、酂肃公
- 窦琮，唐朝晋州总管、谯敬公